# Stefano Bensi
Stefano Bensi (* 10. August 1988 in Luxemburg) ist ein ehemaliger luxemburgischer Fußballspieler und heutiger Trainer.

## Als Spieler

### Verein
Bensi begann seine Karriere beim FC Schifflingen 95 und wechselte von dort zu US Rümelingen. Nachdem er in der Hinrunde der Saison 2008/09 für Rümelingen in 15 Spielen elf Tore erzielt hatte, wechselte er in der Winterpause zum belgischen Zweitligisten KMSK Deinze. Nach einem halben Jahr kehrte er nach Luxemburg zurück, diesmal zum F91 Düdelingen. Dort gewann er insgesamt vier nationale Titel. Zur Saison 2012/13 wechselte er zum Ligarivalen CS Fola Esch. Er wurde mit seinem neuen Club Meister und sicherte sich mit 20 Treffern die Torjägerkrone. Am 3. Juni 2013 wurde Bensi erstmals mit großem Vorsprung zum „Fußballer des Jahres“ in Luxemburg gewählt. 2015 und 2021 konnte er dann erneut mit Fola die Meisterschaft feiern. Zur Saison 2022/23 gab der Stürmer dann wegen anhaltenden Verletzungen seinen Rücktritt vom aktiven Fußball bekannt.

### Nationalmannschaft
Sein Debüt für die luxemburgische Nationalmannschaft gab Bensi am 11. Oktober 2008 in einem WM-Qualifikationsspiel gegen Israel (1:3). Er wurde in der Halbzeitpause ausgewechselt. Seinen ersten Treffer im Nationaldress markierte er beim 1:1 am 7. Juni 2013 im WM-Qualifikationsspiel gegen Aserbaidschan. Bis zu seinem Rücktritt Ende Mai 2021 absolvierte Bensi insgesamt 54 Partien, in denen er fünf Mal traf.

### Erfolge
- Luxemburgischer Meister: 2011, 2012, 2013, 2015, 2021
- Luxemburgischer Pokalsieger: 2012
- Luxemburgischer Ligapokalsieger: 2017
- Torschützenkönig der BGL Ligue: 2013 (20 Tore)
- Luxemburgischer Fußballer des Jahres: 2013

## Als Trainer
Am 28. November 2022 gab dann sein ehemaliger Verein CS Fola Esch die Verpflichtung Bensis als neuen Trainer des Erstligisten bekannt. Dort führte er das Team zwei Mal zum Klassenerhalt, wurde jedoch im Oktober 2024 wieder entlassen. Doch nur einen Monat später nahm ihn der Ligarivale FC UNA Strassen als Übungsleiter unter Vertrag.